# Springdale (Utah)
Springdale ist eine Kleinstadt im Washington County, Utah in den USA. Nach der Volkszählung aus dem Jahr 2020 hat Springdale 512 Einwohner. Sie liegt direkt am Eingang des Zion National Park und bietet Unterkunfts- und Einkaufsmöglichkeiten für Nationalparkbesucher.

## Geschichte
Der Ort des heutigen Springdale wurde erstmals im Herbst 1862 von Mormonen besiedelt. Zunächst entwickelte sich allerdings kein eigenes Gemeindewesen; die Einwohner begaben sich für ihre Kirchgänge und Einkäufe in das nahe gelegene Rockville. Um 1885 eröffnete dann in Springdale das erste öffentliche Gebäude, das als Kirche und Schule genutzt wurde, und 1897 entstand ein separates Kirchengebäude.
Springdale durchlief eine bis heute wirkende Veränderung, als 1917 die ersten Gruppen von Touristen im Ort eintrafen. Im September 1920 wurde das Mukuntuweap National Monument, der Vorläufer des späteren Zion National Park, eingerichtet. In der Folge wurden ein Stromnetz und Tankstellen sowie Unterkünfte und Geschäfte für Touristen im Ort eingerichtet. 1959 wurde Springdale offiziell als Gemeinde registriert.

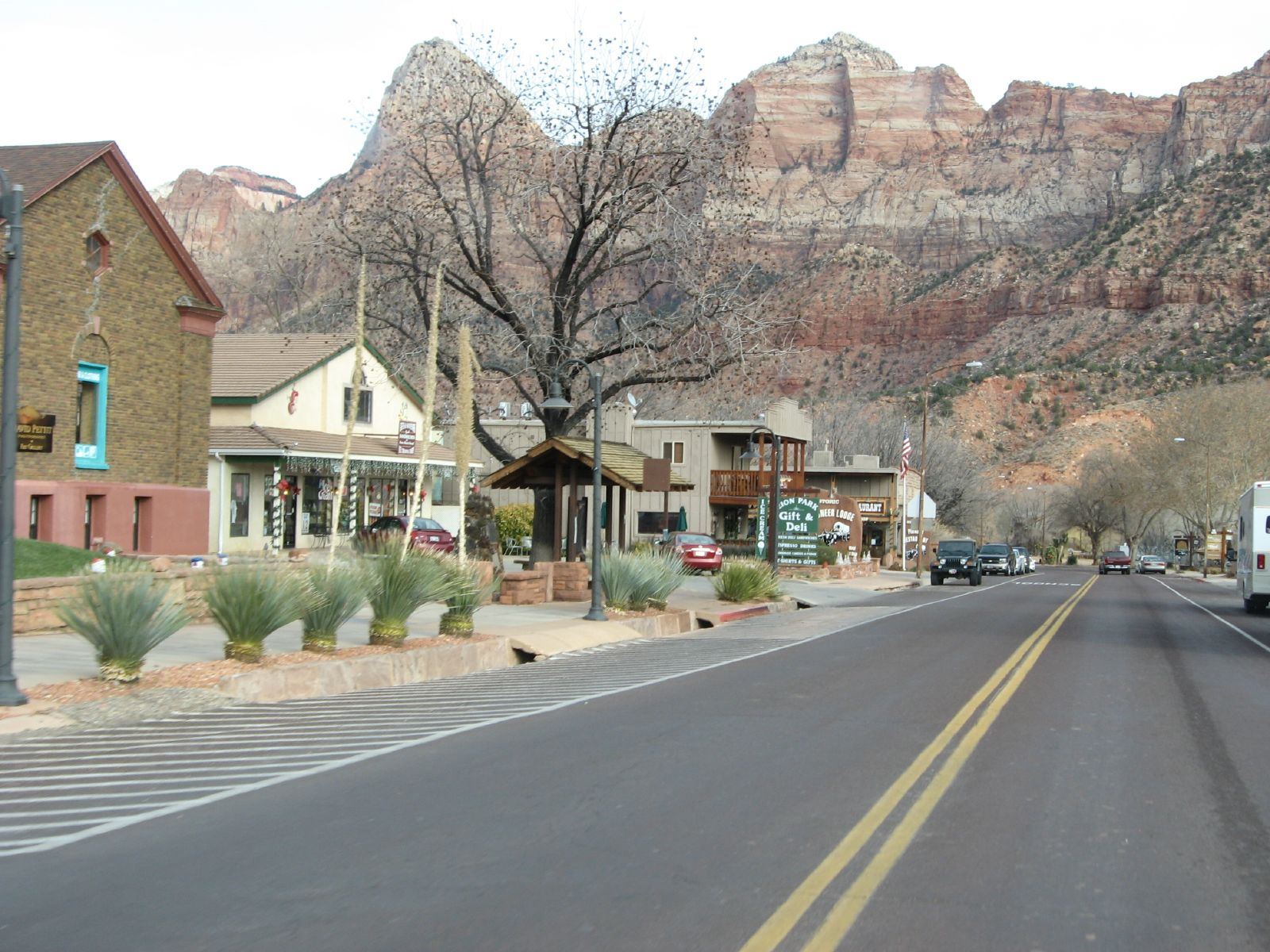
Hauptstraße in Springdale